# Selanovtsi
Selanovtsi (bulgariska: Селановци) är ett distrikt i Bulgarien.   Det ligger i kommunen Obsjtina Orjachovo och regionen Vratsa, i den nordvästra delen av landet, 120 km nordost om huvudstaden Sofia.
Trakten runt Selanovtsi består till största delen av jordbruksmark. Runt Selanovtsi är det ganska glesbefolkat, med 43 invånare per kvadratkilometer.